# Řády, vyznamenání a medaile Gambie

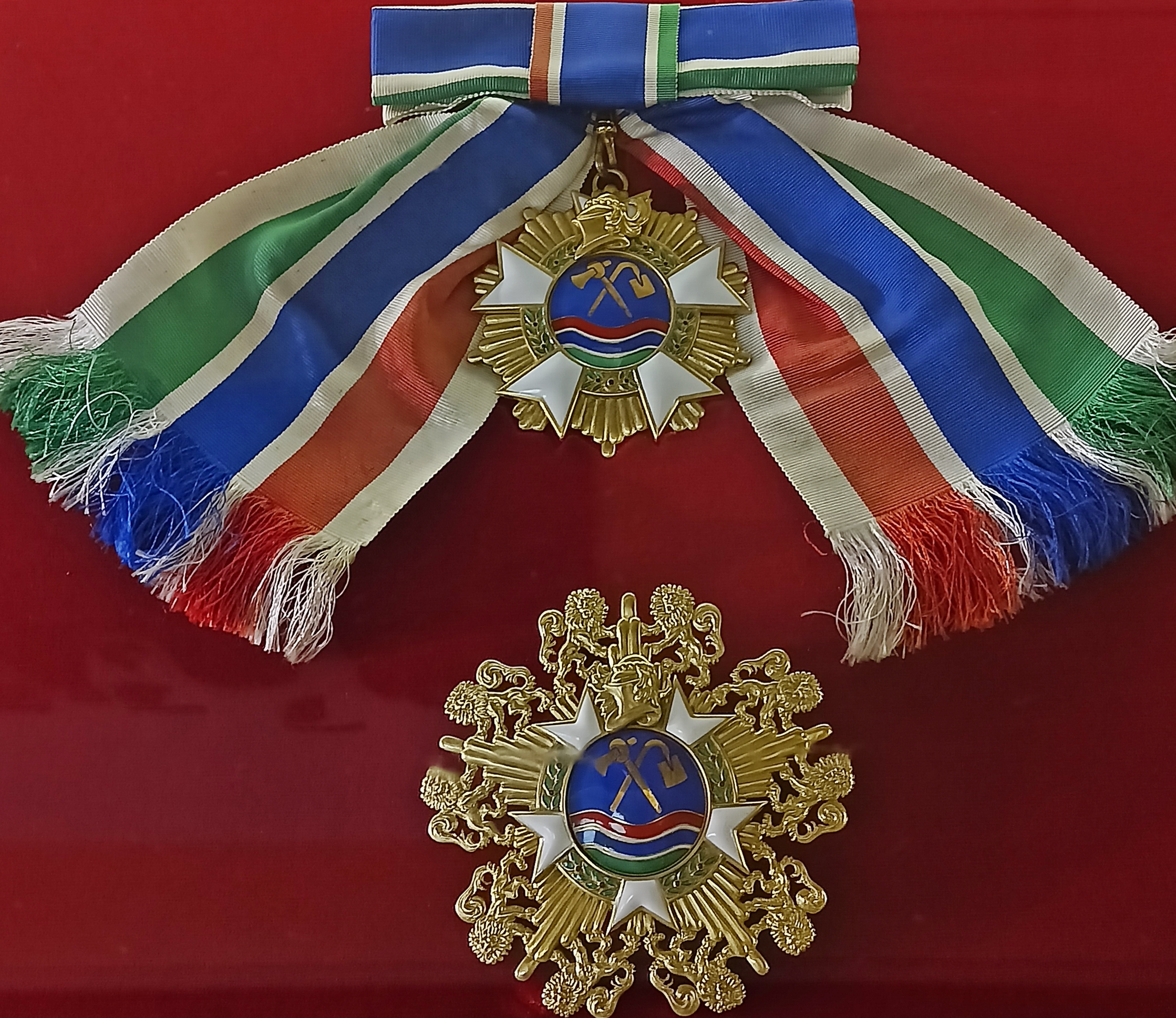
Řád republiky Gambie

Systém státních vyznamenání Gambie se skládá z jednoho řádu a několika medailí. Během období, kdy byla Gambie britskou kolonií, byl v zemi používán britský systém státních vyznamenání. Ta byla v Gambii udílena až do roku 1970, kdy došlo ke změně gambijské ústavy a země se stala republikou. Britský panovník tak přestal být hlavou tohoto státu. O dva roky později, v roce 1972, byl založen jediný gambijský řád, Řád republiky Gambie.

## Řády
- Řád republiky Gambie byl založen roku 1972. Udílen je občanům Gambie i cizincům za mimořádné zásluhy ve službě státu a lidu.[2]

## Medaile
- Mileniální medaile republiky Gambie
- Medaile za vynikající službu
- Zvláštní čestná medaile
- Zvláštní vojenská medaile
- Všeobecná služební medaile
- Medaile za dobré chování
- Medaile za dlouhou službu
- Medaile za dlouhou službu u hasičského sboru
- Pamětní medaile 10. výročí nezávislosti
- UNAMSIL medaile byla udílena za misi OSN v Sieře Leone.